# 부여 황신 묘
부여 황신 묘는 충청남도 부여군 부여읍 저석리에 있다. 2019년 12월 20일 부여군의 향토문화유산 제143호로 지정되었다.

## 지정 사유
황신(1562~1617)의 본관은 창원, 자는 사숙, 호는 추포이다. 1588년(선조 21) 문과에 장원 급제한 뒤 사헌부 감찰, 음죽 현감, 호조 좌랑, 병조좌랑, 사간원 정언을 역임하였다. 황신은 우계 성혼의 문인으로 율곡 이이에게도 배웠으며, 조선 유학의 적통을 이은 학자로 의리사상이 투철하였다. 그의 절개와 의리는 양자인 황일호에게 큰 영향을 끼쳤다. 또한 왜란 당시 외교관으로 혁혁한 공을 세웠으며 이후 역사에서는 정몽주, 윤지완과 함께 '훌륭한 통신사(良使)' 3인 가운에 한 사람으로 꼽힌다.
황신의 묘소는 창강서원의 사우 위, 서원의 축을 기준으로 북동쪽에 위치한다. 묘소는 둘레석과 각종 석물을 갖추었다. 황신의 묘는 1964년 양주로부터 이장을 하였으나 묘갈, 상석, 문인석, 망주석, 동자석 등은 모두 원래의 것을 옮겨온 것이다. 창강서원을 중심으로 한 황신-황일호-황진의 유적을 '정신사적 도량'으로 거듭날 수 있도록 황신의 인물사적 가치 등을 감안하여 부여군 향토문화유산으로 지정되었다.